# Pauliena Rooijakkers
Pauliena Rooijakkers née le 13 mai 1993 à Venray, est une coureuse cycliste néerlandaise. 

## Biographie
Pauliena Rooijakkers est championne des Pays-Bas de cyclisme sur plage à de multiples reprises.
En 2017, lors de l'Emakumeen Euskal Bira, sur l'étape menant au  Sanctuaire de San Migel d'Aralar, elle prend la quatrième place. Elle termine l'épreuve à la dixième place du classement général.
Au Tour de Thuringe, sur la deuxième étape, Pauliena Rooijakkers sort avec Marta Bastianelli. Elle est battue au sprint et prend donc la deuxième place. Elle est souvent à l'avant les journées suivantes pour empocher les points du prix des monts. Elle est également régulièrement à l'attaque sur le Tour d'Italie. Lors de la Classique de Saint-Sébastien, la course décide sur une portion plate. Un groupe de seize coureuses se détachent. Dans la troisième difficulté de la journée, Lucy Kennedy attaque. Pauliena Rooijakkers est troisième au sommet. La course donne lieu à une poursuite entre Lucy Kennedy et Janneke Ensing. Pauliena Rooijakkers se classe troisième.

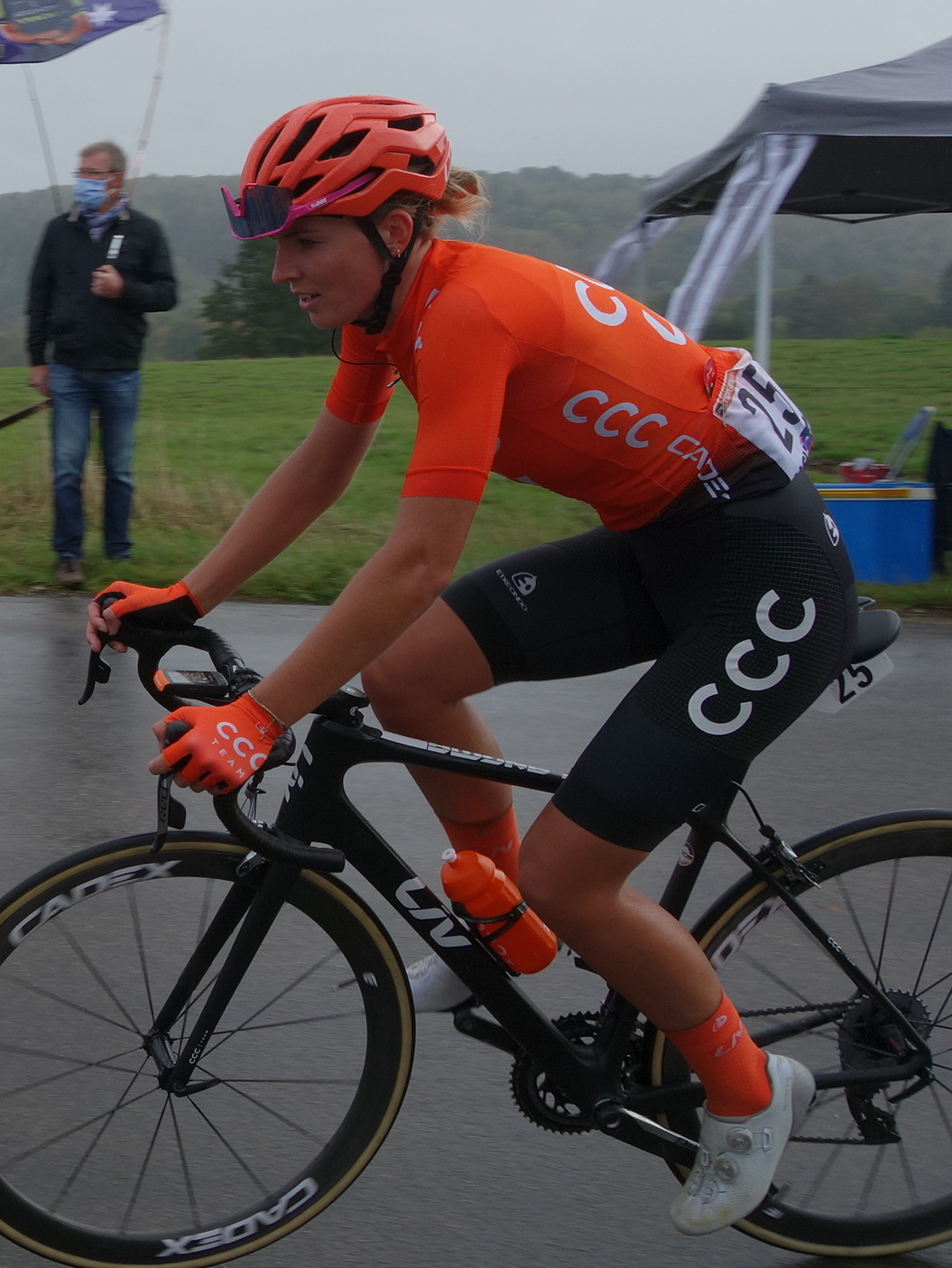
À la Flèche wallonne

Au Tour d'Émilie, Pauliena Rooijakkers est troisième de cette course qui se décide dans l'ascension finale vers le Sanctuaire Madonna di San Luca. 
Lors de la huitième étape du Tour d'Italie, Pauliena Rooijakkers prend l'échappée. Le groupe est repris au pied la dernière ascension du jour. Dans celle-ci, Ashleigh Moolman suit les favorites dans un premier temps. Finalement, Pauliena Rooijakkers est septième.
Au Trofeo Alfredo Binda-Comune di Cittiglio, Pauliena Rooijakkers fait partie de la première échappée qui est reprise. À trois tours de l'arrivée, Pauliena Rooijakkers sort avec Tatiana Guderzo. Elles sont reprises. À l'Amstel Gold Race, à trente-six kilomètres de l'arrivée, Pauliena Rooijakkers attaque dans le Cauberg. Elle est contrée par Annemiek van Vleuten. Après le Bemelerberg, Rooijakkers et Brown se retrouvent échappées en tête. Leur avance se maintient autour de vingt seconde. Dans la descente menant au Geulhemmerberg, Pauliena Rooijakkers freine dans un virage et perd une dizaine de mètres sur Grace Brown. Elle ne revient pas. À la Durango-Durango Emakumeen Saria, Pauliena Rooijakkers se classe cinquième à vingt-sept secondes d'Anna van der Breggen. Au Tour de Burgos, la quatrième étape arrive au sommet. Pauliena Rooijakkers accompagne les meilleures et prend la quatrième place trente-cinq secondes derrière Anna van der Breggen. Elle est neuvième du classement général.
À la Classique de Saint-Sébastien, dans Jaizkibel, Évita Muzic, Pauliena Rooijakkers et Ane Santesteban attaquent. Elles sont rejointes pas d'autres coureuses. Elles sont reprises dans la dernière difficulté. Pauliena Rooijakkers se classe septième.
Au Tour de l'Ardèche, Pauliena Rooijakkers est septième de la difficile quatrième étape. Elle fait la course avec les favorites le lendemain et est neuvième de l'étape. Pauliena Rooijakkers est finalement quatrième du classement général et meilleure grimpeuse.

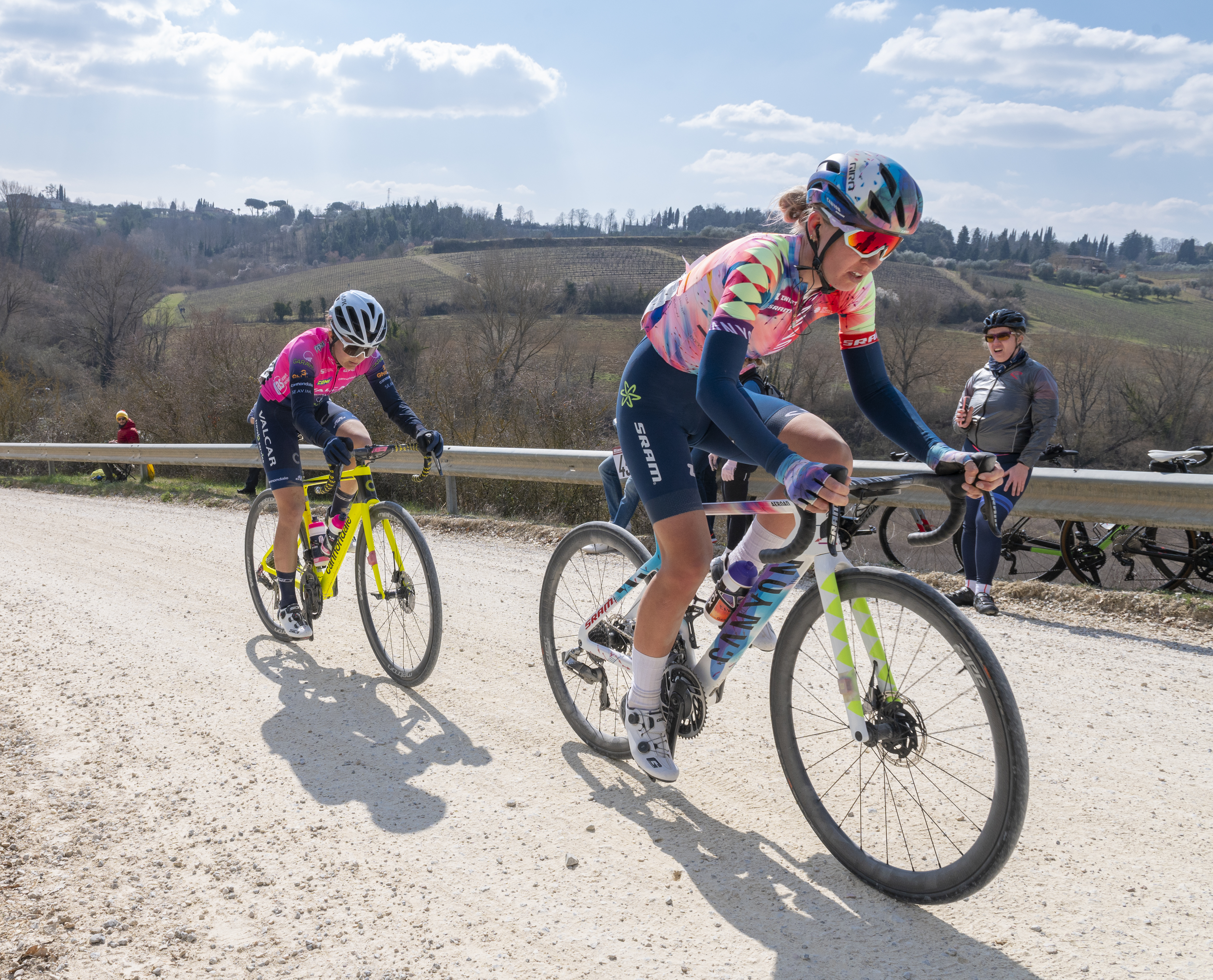
Pauliena Rooijakkers aux Strade Bianche

À l'Amstel Gold Race, à quatre-vingt-cinq kilomètres de l'arrivée, Anna Henderson et Pauliena Rooijakkers sortent. Elles emmènent avec elles huit autres favorites. Dans la deuxième ascension du Cauberg, un regroupement général a lieu. À trente-trois kilomètres du but, Pauliena Rooijakkers ressort. Elle est rapidement rejointe par Amanda Spratt et Arlenis Sierra. Les échappées sont reprises à dix kilomètres de l'arrivée. À la Flèche brabançonne, à trente kilomètres du but, Demi Vollering produit une accélération violente. Elle est suivie par Pauliena Rooijakkers. Aux dix kilomètres, Vollering attaque dans la Moskesstraat et distance Rooijakkers. Cette dernière est reprise et se classe sixième. Elle est onzième à la Flèche wallonne.
Dans la première étape du Tour du Pays basque, à seize kilomètres de l'arrivée, Kristen Faulkner attaque. Demi Vollering et Pauliena Rooijakkers la rejoignent. Elles ne sont plus reprises. Rooijakkers lance le sprint, mais Vollering s'impose devant Rooijakkers. Le lendemain, Rooijakkers place une attaque sous la flamme rouge, mais Vollering est vigilance. Cette dernière s'impose au sprint, Pauliena est quatrième. Elle conclut la course à la deuxième place. Sur Durango-Durango Emakumeen Saria, à dix kilomètres de la ligne, Pauliena Rooijakkers part seule et n'est plus reprise.
Au Tour de Suisse, sur la première étape, un trio de tête avec Lucinda Brand, Clara Koppenburg et Pauliena Rooijakkers se forme à vingt-sept kilomètres de la ligne. Cette dernière est troisième de l'étape. Elle est septième du contre-la-montre.  Dans la dernière étape, Lucinda Brand part seule. Derrière, Faulkner et Rooijakkers ne ménagent pas leurs efforts. Cette dernière est cinquième de l'étape et se classe ainsi troisième du classement général.
Pauliena Rooijakkers signe un contrat avec Fenix-Deceuninck pour 2024 et 2025.

## Palmarès sur route

### Par années
- 2011
  - Chrono des Nations juniors
  - 2e du championnat des Pays-Bas du contre-la-montre
- 2017
  - 6e étape[18] du Tour de l'Ardèche
- 2019
  - 3e de la Classique de Saint-Sébastien
- 2020
  - 3e du Tour d'Émilie
- 2021
  - 7e de la Classique de Saint-Sébastien
  - 9e du Tour de Burgos
  - 10e du Ceratizit Challenge by La Vuelta
- 2022
  - Durango-Durango Emakumeen Saria
  - 2e du Tour du Pays basque
  - 3e du Tour de Suisse
- 2023
  - 10e du Tour du Pays basque
- 2024
  - 3e du Tour de France
  - 4e du Tour d'Italie
  - 6e du Tour des Émirats arabes unis
  - 6e de la Flèche wallonne
  - 9e de La Vuelta Femenina
- 2025
  - 4e du Tour d'Italie
  - 9e du Tour de France

### Résultats sur les grands tours

#### Tour d'Italie
7 participations :
- 2018 : 104e
- 2019 : 60e
- 2020 : 51e
- 2021 : abandon (9e étape)
- 2023 : 12e
- 2024 : 4e
- 2025 : 4e

#### Tour de France
3 participations :
- 2022 : 22e
- 2024 : 3e
- 2025 : 9e

#### Tour d'Espagne
2 participations :
- 2024 : 9e
- 2025 : 29e

### Classements mondiaux
| Année                                 | 2012 | 2013 | 2014 | 2015 | 2016 | 2017 | 2018 | 2019 | 2020 | 2021 | 2022 | 2023 | 2024 |
| ------------------------------------- | ---- | ---- | ---- | ---- | ---- | ---- | ---- | ---- | ---- | ---- | ---- | ---- | ---- |
| Classement UCI                        | 442e | nc   | 417e | nc   | 303e | 93e  | 166e | 151e | 68e  | 47e  | 29e  | 169e | 33e  |
| UCI World Tour                        |      |      |      |      | nc   | nc   | 82e  | 97e  | 73e  | 36e  | 32e  | 100e | 13e  |
|                                       |      |      |      |      |      |      |      |      |      |      |      |      |      |
| Légende : nc = non classéSource : UCI |      |      |      |      |      |      |      |      |      |      |      |      |      |

## Palmarès en cyclo-cross
- 2019-2020
  - Grand Prix Möbel Alvisse, Leudelange

## Palmarès en VTT
- 2014
  -  Championne des Pays-Bas de beachrace
- 2015
  -  Championne des Pays-Bas de beachrace
- 2016
  -  Championne d'Europe de beachrace
- 2017
  -  Championne des Pays-Bas de beachrace
- 2018
  -  Championne d'Europe de beachrace
- 2021
  -  Championne d'Europe de beachrace
  -  Championne des Pays-Bas de cross-country marathon